# DC++
DC++ (Direct Connect++) ist ein freier Windows-Client für das Direct-Connect-Netzwerk.
Im Gegensatz zum Original kann DC++ sich bei mehreren Hubs gleichzeitig einloggen. In neueren Versionen (ab 0.700) wurde vor allem die Benutzeroberfläche überarbeitet.
DC++ ist in C++ programmiert, das Original wurde in Visual Basic erstellt.
Die ehemalige Website dcpp.net mit Forum und Bug- und Feature-Tracker wurde aufgrund von Distributed-Denial-of-Service-Angriffen im März 2007 geschlossen.

## Derivate
Da der Quellcode von DC++ offen liegt, wurden und werden zahlreiche veränderte Versionen des Programms veröffentlicht:
- AirDC++
- AirDC++ Web Client
- ApexDC++
- BCDC++
- CZDC++
- EiskaltDC++
- FlylinkDC++
- iDC++
- LinuxDC++ (Linux-Portierung von DC++)
- Reverse Connect
- StrongDC++

Eine komplette Liste inklusive nicht gewarteter Clients gibt es bei dslreports.com.